# PlayStation工作室
PlayStation工作室（英語：PlayStation Studios），原稱索尼互動娛樂全球工作室（SIE Worldwide Studios）及索尼電腦娛樂全球工作室（SCE Worldwide Studios），是一個多間電子遊戲開發商的集合體，成立於2005年，並隶属于索尼互动娱乐（原為索尼電腦娛樂）旗下。此為一個單一的內部事業體，主要監督掌管索尼互動娛樂旗下所擁有的各個工作室，並負責提供開發和製作階段的創意和策略執導。

## 历史
以下為索尼互動娛樂全球工作室旗下工作室的變動。
2005年
- 收購《杀戮地带》系列的開發商Guerrilla Games。[2]
- 關閉了旗下曾製作多款運動遊戲的989 Studios。

2006年
- 收購《海豹突击队（英语：SOCOM U.S. Navy SEALs）》系列的開發商Zipper Interactive。[3]

2007年
- 收購《摩托風暴》和《強力追擊》系列的開發商进化工作室（Evolution Studios）及大大工作室（Bigbig Studios）。[4]

2009年
- 曾開發過《烈火戰車》系列和《戰鷹》的Incognito Entertainment被關閉。

2010年
- 收購《小小大星球》開發商Media Molecule。[5]

2011年
- 收購《怪盜史庫柏》和《惡名昭彰》系列的開發商Sucker Punch Productions。[6]

2012年
- 曾開發過《強力追擊》系列開發商大大工作室（Bigbig Studios）被關閉。
- 曾開發過《海豹突击队》系列的開發商Zipper Interactive被關閉。
- 曾開發過《磁浮飛車》系列的SCE利物浦工作室被關閉。

2013年
- 將SCE劍橋工作室改名為「Guerrilla Cambridge」工作室，使其成為Guerrilla Games的姐妹工作室。[7]

2014年
- 收购《Entwined》的开发商PixelOpus工作室。

2015年
- 成立专注于PlayStation VR游戏开发的西北工作室（North West Studio），后更名为SIE曼彻斯特工作室。

2016年
- SCE (索尼電腦娛樂)與SNE (索尼網路娛樂)兩方組成稱為SIE (索尼互動娛樂)，因此由「SCE全球工作室」改名為「SIE全球工作室」。
- 曾開發過《摩托風暴》系列和《驾驶俱乐部》的開發商 进化工作室（Evolution Studios）被關閉。
- 成立目标为手机游戏开发的ForwardWorks。

2017年
- 曾開發過《小小大星球》及《殺戮地帶：僱傭兵》，原SCE劍橋工作室的Guerrilla Cambridge被关闭。

2019年
- 收購過往製作《Ratchet&Clank》系列及上年度《漫威蜘蛛俠》的開發商Insomniac Games。

2020年
- 專注於PlayStation VR遊戲的 SIE曼彻斯特工作室（SIE Manchester Studio）被關閉。[8]
- 成立專注於美術和動畫的馬來西亞工作室（Playstation Studio Malaysia）[9]
- 推出PlayStation Studio品牌用于旗下第一方游戏[10]。
- 8月7日公佈PS4獨佔的《地平線 黎明時分》成為首次SIE全球工作室將旗下遊戲放在PC平台上發售[11]。

2021年
- SIE日本工作室進行重組解散，解散關閉多個工作室開發團隊：[12]
曾開發《死魂曲》與《重力異想世界》的 Project Siren
曾開發《東京叢林》與《雨》的 PlayStation C.A.M.P.
曾開發《闇魂獻祭》與《自由戰爭》的 J.S.E.D.D. 
以上皆解散只保留Asobi Team作為往後重組後的新工作室核心開發VR遊戲等工作。
在同年4月1日起Asobi Team作為核心接管所有資源，並以「Team Asobi」名義取代「SIE日本工作室」的工作室頭銜[13]。
- 5月，宣佈在Steam開設以「PlayStation Studios」為名遊戲品牌，表示往後將更多遊戲移植到PC平台[14]。
- 8月，曾任最後生還者、漫威蜘蛛俠、對馬戰鬼等多款系列作的日本在地化製作人石立大介宣布離職[15]。
- 10月27日，在Steam上的發行商標從原來的「PlayStation Mobile Inc.」改成「PlayStation PC LLC」作為往後在PC平台的發行商標。[16]。
- 此前SIE表示往後將會有更多遊戲移植PC平台[14]，其後在同年宣佈收購位於荷蘭的Nixxes Software作為專門開發移植的工作室[17]。
- 收購在同年推出《死亡回歸》位於芬蘭的開發商Housemarque[18]。
- 收購由前SCE利物浦工作室團隊成員組成的火精灵同樣位於英國，早年曾協助開發PlayStation VR相關遊戲[19]。
- 收購去年開發《惡魔靈魂 重製版》位於美國的藍點遊戲工作室，過往曾製作《重力異想世界 重製版》、《汪達與巨像 重製版》等重製項目[20]。

2022年
- 宣佈收購過去開發過《最後一戰》系列（最後一戰系列的版權屬於微軟） ，以FPS遊戲為主《天命》系列的開發商Bungie並支援往後的多平台發展方向[21]。
(本次收購後並非歸SIE全球工作室管理，會作為索尼互動娛樂旗下獨立子公司仍然獨立運行，繼續由Bungie的執行長暨董事長 Pete Parsons主持董事會和現有的團隊管理事務)
- 在上述收購案一個月後宣佈收購Haven Studios，收購前並未有任何已製作推出的作品，收購後被定位作為開發主打3A級的多人線上服務遊戲工作室[22]。
(由曾擔任初代刺客教條製作人、過去作為Google Stadia負責人之一、亦是其已解散第一方工作室「Stadia遊戲與娛樂」的事務管理 捷德·雷蒙德(Jade Raymond) 建立此工作室)

2023年
- 收购了Firewalk Studios，负责开发长期服务类型的游戏[23]。
- 关闭了曾开发《Entwined》和《Concrete Genie》的PixelOpus工作室[24]。

2024年
- 关闭了在2002年成立的PlayStation倫敦工作室（原索尼電腦娛樂倫敦工作室）[25]。
- 10月，因星鳴特攻的巨大失败，关闭了其开发工作室Firewalk Studios并永久停止该作的开发。同时亦宣布关闭移动游戏开发工作室Neon Koi。[26]

## 工作室
索尼互動娛樂全球工作室由以下工作室組成：

### 亞洲
- SIE日本工作室 (現以Team Asobi為名開發)（SIEジャパンスタジオ／原SCE Japan Studio） - 日本東京，在早期主要製作捉猴啦系列至2010年後再無新作，其後在2013年則公佈已製作了Knack 鈉克的大冒險，在2017年重力異想世界完結篇同時完成後，及後公佈其續作Knack II 鈉克的大冒險2的遊戲發表。

於2020年12月3日確認《死魂曲》、《重力異想世界》及《沉默之丘》系列創作者外山圭一郎連同團隊資深成員佐藤一信及大倉純也已經離職的消息。
於2020年12月24日確認《V!勇者實在太囂張R》、《闇魂獻祭》、《惡魔靈魂 重製版》及《太空機器人》系列製作人鳥山晃之本月離職的消息。
於2021年2月25日確認《東京叢林》、《血源詛咒》及《無根之草 Déraciné》製作人山際眞晃近日離職的消息。
於上述一天後的2月26日宣佈，整個SIE日本工作室進行解散重組、只留下Asobi Team作為針對VR遊戲開發，其他組別團隊皆解散相關人員自動離職。
於2021年4月1日起整個SIE日本工作室往後將以「Team Asob」為名義進行工作開發遊戲，在此前其工作室更多原來的遊戲開發者選擇離職。
在其後官方網頁更新已正式在工作室介紹頁面刪除「SIE日本工作室(Japan Studio)」及工作室資料網頁，原有SIE日本工作室的存在正式成為歷史。
- - 死魂曲項目組 - 又称“重力小组”（Project Siren／Team Gravity），日本工作室的一部份，曾開發《死魂曲》系列和《重力異想世界》系列等作品，已被解散。
  - PlayStation C.A.M.P.（Creator Audition Mash-up Project） - 日本工作室的一部份，屬於獨立開發者的合作平台。曾推出《東京叢林》和《雨》等作品，已被解散。
  - J.S.E.D.D.（Japan Studio External Development Department） - 日本工作室的外部開發商部門，負責與知名的其他開發商合作。曾推出《闇魂獻祭》和《自由戰爭》等作品，已被解散。
  - Asobi Team - 日本工作室在2012年成立的新部門團隊，專注製作功能向迷你遊戲，在PlayStation VR推出後專注在該方向的遊戲，部份成員長年與SIE倫敦工作室合作製作相關遊戲，曾推出PSVR遊戲《太空機器人 救援任務》及PS5本機內置遊戲《太空機器人 遊戲間》，往後作為工作室唯一重組核心。

在2021年4月1日起Asobi Team接收所有SIE日本工作室的資源，將會作為工作室核心，並以「Team Asobi」名義取代「SIE日本工作室」的工作室頭銜。
- Polyphony Digital（ポリフォニー・デジタル） - 日本東京，主創人為山內一典代表作為《跑車浪漫旅(GT-Gran Turismo)》系列，亦是該工作室專注製作的主系列。其工作室在2022年推出的《跑車浪漫旅7 (GT7)》為最新開發作品。

### 北美洲
- 顽皮狗（Naughty Dog） - 則位於美國加州圣莫尼卡，主要製作秘境探險系列、最後生還者系列等作品，被索尼互動娛樂於2001年收購前製作古惑狼系列為主。在2016年推出《秘境探險4：盜賊末路》為系列故事完結作品，其近年新作品有於2020年6月发售的《最後生還者 第II章》。
- SIE聖塔莫尼卡工作室（SIE Santa Monica Studio） - 卻位於美國加州洛杉矶，主要製作戰神系列，曾製作《PlayStation全明星大亂鬥》等作品。近年的新作品有2022年推出的《战神：诸神黄昏》
- SIE圣马特奥工作室（SIE San Mateo Studio） - 美國加州圣马特奥，原名“福斯特城工作室”，主要跟進及協助支援其他工作室。
- SIE圣迭戈工作室（SIE San Diego Studio） - 美國加州圣迭戈，主要製作MLB: The Show系列關於美職棒球聯盟的體育遊戲。
- SIE本德工作室（SIE Bend Studio） - 美國奧勒岡州本德，原名愛迪克Eidetic，製作Resistance、秘境探險分支作品的黃金深淵及寶藏爭奪。近年推出《往日不再》。

很长一段時間沒有作品，被索尼互動娛樂於2000年收購前曾製作Syphon Filter虹吸戰士系列等作品。
於2020年12月4日確認團隊的始創成員遊戲製作總監Jeff Ross(傑夫.羅斯)以及遊戲創意總監John Garvin(約翰.嘉文)已經離職的消息。
- Sucker Punch Productions - 美國華盛頓州贝尔维尤，製作惡名昭彰系列，其後索尼互動娛樂於2011年收購。近年的新作品有2020年发售的《對馬戰鬼》。
- Insomniac Games - 美国加州伯班克，長期合作的獨立開發工作室，在寶貝龍-小龍斯派羅系列發行版權轉移前為負責製作的工作室。

主要為SIE製作Ratchet&Clank系列等作品，近年推出《漫威蜘蛛俠》為代表作，其後索尼互動娛樂於2019年收購。
- 蓝点游戏工作室 - 美国德克萨斯州奧斯汀，长期合作的独立开发工作室，长期为索尼移植制作游戏合集和开发老游戏的重制版。于2021年9月被索尼互动娱乐收购。
- Bungie - 美国华盛顿州贝尔维尤，主要制作《Destiny 天命》系列MMOFPS。在2007年从微软独立並將《最後一戰》的智慧財產權移交給微軟並不再開發最後一戰系列系列的作品；2012年起与动视签订发行合同，2019年双方合作结束。2022年被索尼互动娱乐收购。
- Haven Studios - 加拿大蒙特婁，由曾擔任初代刺客教條製作人、過去作為Google Stadia負責人之一、亦是已解散的第一方工作室「Stadia遊戲與娛樂」的事務管理 捷德·雷蒙德(Jade Raymond) 所建立的工作室，在2021年3月公佈會為PlayStation 5製作一款新的遊戲，在一年後的2022年3月宣佈被以PlayStation名義的索尼互動娛樂收購工作室，收購時工作室並未有任何已製作推出的作品，收購後被定位作為開發主打 3A 級服務型多人線上遊戲的工作室。

### 歐洲
- Guerrilla Games(譯名: 遊騎兵工作室) - 荷蘭阿姆斯特丹，製作《殺戮地帶系列》，近年推出《地平線 黎明時分》為新系列作品。
- Media Molecule - 英國薩里，製作小小大星球系列為主的工作室，於2019年確認小小大星球新作製作中。
於2020年2月推出新製作的《夢想大創造》、同年11月推出以《麻布仔：大冒險》命名為小小大星球系列新作。
- Housemarque - 芬蘭首都赫爾辛基，早年作為獨立工作室製作了《行星突擊 STAR STRIKE》以彈幕射擊類遊戲為其代表作。往後與SIE進行合作後製作了《死亡國度》及《異種國度》等遊戲項目，在2021年則推出新製作的《死亡回歸》包含了彈幕射擊及動作射擊因素的遊戲，同年其後正式被收購。
- Nixxes Software - 荷蘭烏特勒支，此工作室長年專門從事設計開發與遊戲移植。在多年來主要與SQUARE ENIX旗下的Eidos進行合作移植項目，並負責協助進行開發PC版移植《古墓奇兵：崛起》、《古墓奇兵：暗影》、《漫威復仇者聯盟》等遊戲移植。在2021年SIE表示往後將會有更多遊戲移植PC平台，其後在同年宣佈已收購工作室。
- 火精灵 - 英国利物浦，为PlayStation VR制作了《The Playroom VR》。于2021年9月被索尼收购。

### 已關閉工作室
- 989工作室
- 大大工作室
- 軌跡（Contrail），曾開發我的暑假系列
- 进化工作室(Evolution Studios) - 關閉後大部分成員轉移到Codemasters公司，曾開發《駕駛俱樂部》等作品
- Guerrilla Cambridge(原SCE劍橋工作室)
- ICO小組（Team Ico）- 日本工作室的一部份，曾開發《ICO》和《汪達與巨像》等作品
- Incognito Entertainment
- SCE利物浦工作室（SCE Studio Liverpool）
- SIE曼彻斯特工作室（SIE Manchester Studio）
- 苏活小组 - 英国伦敦苏活区，成立于1994年，2002年与Psygnosis卡姆登工作室合并为索尼伦敦工作室。
- Zipper Interactive
- SIE Japan Studio（死魂曲項目組、 PlayStation C.A.M.P.、 J.S.E.D.D.）
- PixelOpus - 美国加州圣马特奥，製作了灵魂交织，其後索尼互動娛樂於2014年收購，於2019年推出《壁中精靈》。
- SIE倫敦工作室（SIE London Studio） - 英國倫敦，2002年成立，近年專注VR遊戲開發，並推出《血與真相》的VR相關遊戲。2024年2月被关闭。
- Firewalk Studios - 美国华盛顿州贝尔维尤，2018年成立，2023年被索尼收购。在推出《星鸣特攻》引发巨大失败后，2024年10月被索尼关闭。

## 其它部门

### ICE Team
顽皮狗内部技术小組。

### XDev
欧洲外部開發工作室，常与独立开发者合作。

### SN Systems
SN Systems是全系列PlayStation游戏机的Windows开发工具供应商，2005年被SCE收购。